# 1987年ポルトガル議会選挙

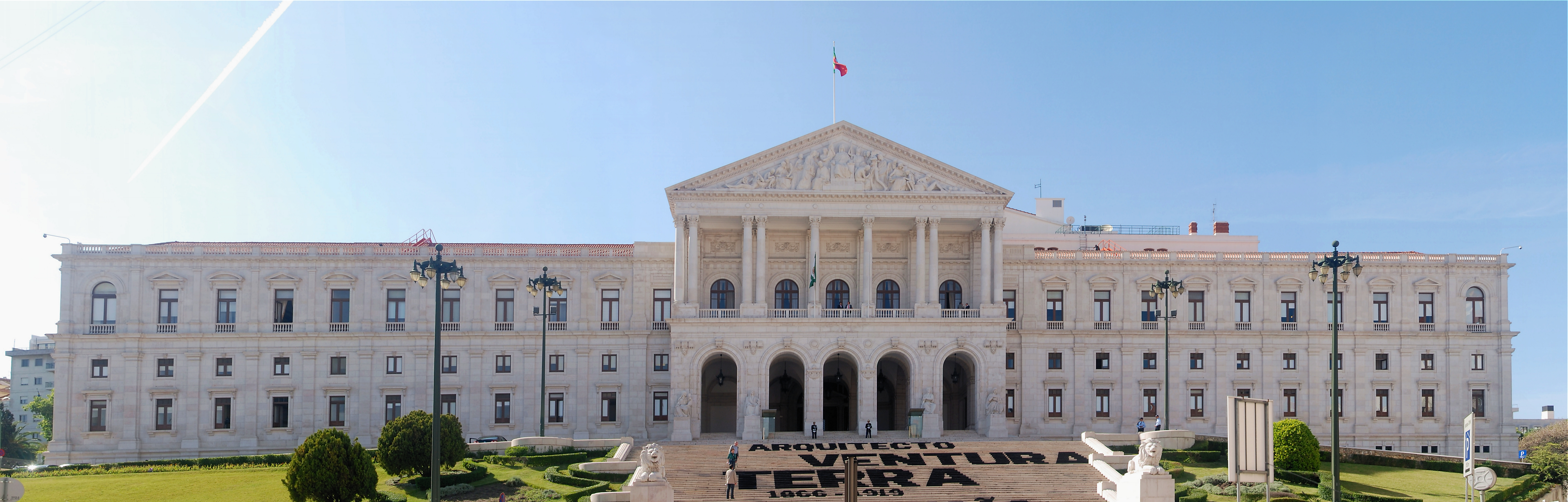
共和国議会議事堂（サン・ベント宮殿）

1987年ポルトガル議会選挙（1987ねんぽるとがるぎかいせんきょ、ポルトガル語：Eleições legislativas portuguesas de 1987）は、ポルトガル共和国の立法府である共和国議会（Assembleia da República）を構成する議員を選出するため、1987年7月19日に行われた選挙である。

## 概要
カヴァコ・シルヴァ首相の経済・労働政策改革に不満を持っていた民主刷新党（PRD）が3月下旬、議会に提出した内閣不信任案が4月3日に行われた採決で、賛成134、反対108、棄権1で成立したことを受け、マリオ・ソアレス大統領（社会党 PS）が4月28日に議会解散と総選挙実施を発表したことで行われたものである。当初は不信任案に賛成したPSなどの左翼諸政党による連立も考えられたが、諮問を受けた国家評議会は17名の委員中、12人が総選挙を支持、ソアレス大統領も左翼連合による安定政権は困難と判断して解散・総選挙を選択した。
1986年1月1日に欧州共同体（EC）に加盟したポルトガルにおける欧州議会議員を選ぶ、欧州議会選挙も同時に行われた。

## 選挙制度
- 議会定数：250議席
- 選挙制度[1]：比例代表制（拘束名簿式）
  - 有権者は政党に投票
  - 選挙区毎にドント式で各政党に比例配分
  - 議席阻止条項は無し
- 選挙区[2]：22選挙区
  - ポルトガル本土：18選挙区
  - アゾレス諸島：1選挙区
  - マデイラ諸島：1選挙区
  - 国外欧州内選挙区：1選挙区
  - 国外欧州外選挙区：1選挙区
- 有権者：選挙権と被選挙権は共に18歳以上のポルトガル国民

## 選挙結果
- 投票日：1987年7月19日
- 有権者数：7,930,668名

| 党派                  | 得票数     | 得票率     | 議席数 |
| --------------------- | ---------- | ---------- | ------ |
| 社会民主党（PPD/PSD） | 2,850,784  | 50.22      | 148    |
| 社会党（PS）          | 1,262,506  | 22.24      | 60     |
| 統一民主同盟（CDU）   | 689,137    | 12.14      | 31     |
| 民主刷新党（PRD）     | 278,561    | 4,91       | 7      |
| 民主社会中道（CDS）   | 251,987    | 4.44       | 4      |
| その他の政党          | 219,715    | 3.87       | 0      |
| 白票                  | 50,135     | 0.88       | ―      |
| 無効票                | 73,533     | 1.30       | ―      |
| 合計                  | 5,676,358  |            | 250    |
| 男性当選者            | 男性当選者 | 男性当選者 | (231)  |
| 女性当選者            | 女性当選者 | 女性当選者 | (19)   |

- 投票率：71,57%
- 出典
  - Assembleia da República 19-07-1987 CNE Resultados Eleitorais
  - Informação Detalhada - Resultados Nacionais（2010年1月21日閲覧）。
  - HISTORICAL ARCHIVE OF PARLIAMENTARY ELECTION RESULTS PORTUGAL 1987 (IPU)PDFfile

選挙の結果、選挙前は総議席250議席中88議席を占めるに過ぎなかった与党PSDが50％の票を集め、60議席増の148議席を獲得して圧勝した。1974年のカーネーション革命以後の議会選挙において1政党のみで過半数を制したのは今回が初めてとなった。ほかの政党は、PSが前回よりわずかに数議席増やした以外、軒並み敗退する結果となった。中でもアントニオ・エアネス前大統領が結成したPRDは前回獲得した45議席をはるかに下回る7議席のみで惨敗し、エアネスは党首を辞任する結果となった。PRDの没落はカーネーション革命後におけるポルトガル政治を特色づけてきた軍人政治家の時代が終わったことをはからずも象徴する形となった。
PRDの勝因は、緊縮財政政策を推し進めてきたソアレス政権とは反対に、シルヴァ政権が推進した積極財政政策がEC加盟や原油価格低下、ドル安などの好条件も重なって順調に進んだこと、公共部門における人員削減など行政改革などが交換を持たれたことがあげられている。しかし、なによりも大事なのは有権者が政治の安定による経済発展を求めていたことがPSD圧勝の一番の要因といえる。同時に行われた欧州議会選挙でもPSDが24議席中、10議席を獲得して勝利した。こうして安定過半数を得ることに成功したシルヴァ首相は、8月12日に新内閣を発足させた。